# Banu Kanz
Banu Kanz (En árabe: بنو الكنز) fue un clan árabe de la tribu Rabia que emigró en el siglo IX a la región de Asuán, donde se mezcló con bejas locales, y acabaron dominando las minas de oro de al-Allaki. A continuación, se expondrán varios acontecimientos clave que marcaron la historia de este clan.

## SigloXI
- 1007: Abu l-Makarim Hibat Allah recibe el título de Kanz al-Dawla por parte del califa fatimí de Egipto, por haberle ayudado a capturar al rebelde Abu-Rakwa. De esta manera, se funda la dinastía de los Banu Kanz, título que pasó a los sucesores de Abu l-Makarim Hibat Allah.
- 1066: Los Banu Kanz invaden Nubia, pero finalmente son rechazados.
- 1076/1077: El visir fatimita Badr al-Djamali somete a los Banu Kanz. Este hecho resulta una novedad, puesto que, generalmente, los Banu Kanz evitaban el control de los soberanos egipcios, debido a que vivían en una zona fronteriza.

## SigloXII
- 1172: Los Banu Kanz se apoderan de Asuán.
- 1173: Shams ad-Dawla al-Muazzam Turanshah, hermano de Saladino, dirige una expedición con la que derrota a los Banu Kanz y los expulsa hacia al-Maris.
- 1174: Adil Sayf al-Din, de la dinastía ayubí, (futuro al-Adil I de Egipto) dirige una campaña a la zona, pero la abandona en breve. A partir de entonces, los Banu Kanz vuelven a dominar toda la región, y durante el periodo ayubí se disputan el control contra esta dinastía.

## SigloXIV
- 1317: Los Banu Kanz llegan a dominar el reino cristiano de Makuria, más por pactos matrimoniales que por conquista. Hasta este año, Makuria estaba gobernada por los karambas. Como los karambas de Makuria se habían demorado en el tributo que pagaban a los mamelucos de Egipto, provocaron que estos últimos organizasen una expedición contra el reino, donde pusieron en el trono a Bershambo o Sanbu, en la ciudad de Dukkula. Este protegido de los mamelucos se convirtió al islam y se renombró como Saif al-Din Abdallah en 1318, y convirtió la catedral local en mezquita.
- 1320: Kanz al-Dawla, sobrino del rey depuesto, lucha contra el nuevo monarca y se proclama rey con el apoyo de nubios y árabes.
- 1323: Los mamelucos vuelven a Makuria e imponen un rey efímero, al cual sustituyen por el antiguo rey Bershambo, que durante su cautiverio se convirtió al islam. Empero, Banu al-Kanz, con el apoyo de la tribu Banu al-Ikrima, consigue el poder nuevamente. No se sabe hasta cuándo Banu Kanz y su estirpe mantuvieron el poder, pero posiblemente hasta la segunda mitad del siglo XIV, cuando, frente a la descomposición de Makuria, habrían vuelto al norte.
- 1377: La tribu nubia islamizada de los Kanuz, que pretenden descender de los Banu Kanz, hasta entonces sometida a los mamelucos, se apoderan de Asuán, antiguo dominio de los Banu Kanz.